# Iakovo
Iakovo (în bulgară Яково) este un sat în Obștina Petrici, Regiunea Blagoevgrad, Bulgaria.

## Demografie
Componența etnică a satului Iakovo
     Bulgari (97,64%)
     Nicio identificare (2,35%)
     Altele (0%)
La recensământul din 2011, populația satului Iakovo era de 85 locuitori. Din punct de vedere etnic, majoritatea locuitorilor (97,64%) erau bulgari. Pentru 2,35% din locuitori nu este cunoscută apartenența etnică.